# Orimarga exasperata
Orimarga exasperata är en tvåvingeart som beskrevs av Alexander 1937. Orimarga exasperata ingår i släktet Orimarga och familjen småharkrankar. Inga underarter finns listade i Catalogue of Life.